# Iedereen beroemd
Iedereen beroemd is een televisieprogramma dat sinds 27 augustus 2012 op weekdagen wordt uitgezonden op de Vlaamse televisiezender VRT 1, eerder Eén. Dit humaninterestjournalistieke programma behoort tot de tien meest bekeken Vlaamse tv-programma's en brengt reportages over het leven van de gewone mens. De titel verwijst naar Andy Warhols uitspraak "In the future everyone will be famous for fifteen minutes" ("In de toekomst zal iedereen 15 minuten beroemd zijn").

## Geschiedenis
In 2012 kwam het programma als opvolger van Man bijt hond, het dagelijks magazine dat van het Eén-scherm verdween na het vertrek van productiehuis Woestijnvis bij de VRT. Iedereen beroemd wordt gemaakt door Het Televisiehuis, een intern productiehuis van de VRT, dat voor een aantal rubrieken samenwerkt met De chinezen, een productiehuis dat werd opgericht door voormalige medewerkers van Woestijnvis.
In de loop van het eerste seizoen onderging het programma een aantal wijzigingen. Het programma duurt ongeveer 20 minuten en omvat verschillende rubrieken.
Het programma werd in het voorjaar van 2025 tijdelijk vervangen door zijn voorganger Man bijt hond. In de zomer werd Iedereen beroemd hernoemd tot Iedereen zomert.

## Rubrieken
Dit overzicht is mogelijk incompleet; u kunt helpen door het uit te breiden.

### Dagbeelden
Elke dag bezoekt de cameraploeg een Vlaamse gemeente om daar de dagelijkse actualiteit op beeld vast te leggen. De dagbeelden vormen de rode draad doorheen het programma; ze zijn een kort moment tussen de andere vaste rubrieken.

### De pendelquiz/De tanktest/De winkelkarquiz
Deze quiz vertegenwoordigt een actualiteitsaspect van het programma. Iedere dag stapt een reporter op een willekeurige trein waar de aanwezige reizigers aan een actuaquiz worden onderworpen. Drie juiste antwoorden leveren de reiziger 300 euro op, een fout antwoord betekent dat hij of zij bij de volgende halte zijn of haar reis vroegtijdig beëindigt.
In seizoen 2014-2015 werd de rubriek vervangen door een actuaquiz in een tankstation, waarbij de kandidaten brandstof kunnen winnen. Daarna was er de winkelkarquiz, waarbij de kandidaten tot 60 seconden gratis mogen winkelen.

### De week van
Iedereen beroemd volgt een week lang het leven van een gewone Vlaming wiens leven een wending neemt.

### De figuur van de dag
Dagelijks nomineert de redactie een onterechte onbekende Vlaming. Het gaat steeds om een gewone man of vrouw met een bijzonder passie die hem of haar onderscheidt van de rest van Vlaanderen.

### Ter Plekke
Deze rubriek ligt in de lijn van de figuur van de dag, maar heeft toch een andere insteek. Ter Plekke is altijd gelinkt aan de locatie van de dagbeelden. De rubriek vertelt het atypische verhaal van een inwoner uit de gemeente waar de dagbeelden zich afspelen.

### Naar zee
Een reporter vaart in een kano de Belgische rivieren af richting Belgische kust. Onderweg legt hij hier en daar de kano aan om op zoek te gaan naar leuke verhalen op het vasteland. Op 3 december 2012 is de rubriek Naar Zee vervangen door Berenspoor.

### Berenspoor
Een reporter trekt door Finland op zoek naar het grootste roofdier van Europa, de bruine beer. Onderweg ontmoet hij Finnen met een bijzonder verhaal. Op 21 januari 2013 werd deze rubriek vervangen door een nieuwe rubriek: De Fietser.

### De Fietser
Een reporter fietst van het uiterste westen van Vlaanderen, De Panne, naar het uiterste oosten, Kessenich. Hij gaat op zoek naar kleine verhalen van gewone mensen.

### De Lift
De lift doet denken aan de 'elevator pitch'. In een lift, een unieke plek voor vluchtige ontmoetingen, ontlokt een Iedereen beroemd-reporter korte verhalen aan mensen die tussen twee of meer verdiepingen heen en weer reizen. Sinds 1 januari 2013 is deze rubriek vervangen door Blijven Slapen.

### Blijven Slapen
Elke dinsdag klopt een reporter van Iedereen Beroemd aan bij een Vlaams huisgezin: "Mag ik hier vannacht blijven slapen?"

### Het Moment
Op donderdag zoekt Iedereen beroemd naar unieke amateuropnames die verborgen liggen in Vlaamse huiskamers. Het programma kijkt mee over de schouder naar een mijlpaal, een uniek moment, een uitzonderlijke gebeurtenis. Op 3 januari 2013 is deze rubriek vervangen door Het Vervolg.

### Het Vervolg
Iedereen beroemd graaft in de humaninterestarchieven van de openbare omroep naar leuke fragmenten van mensen met een bijzondere hobby, obsessie of passie. "Hoe zou het zijn met?" is de centrale vraag in deze rubriek. Er wordt teruggeblikt op wat geweest is en gekeken naar contrasten met hun leven vandaag.

### De Verrassing
Op vrijdag sluit Iedereen Beroemd de week af met een verrassing. Die verrassing breekt even door het Vlaamse leven van alledag. Iedere vrijdag wordt ergens in Vlaanderen een toevallige voorbijganger geconfronteerd met iets ongewoon. De Verrassing sinds op 4 januari 2013 vervangen door een nieuwe rubriek Achter De Gevel.

### Achter De Gevel
Iedere vrijdag neemt Iedereen beroemd een kijkje achter de gevel van het Vlaamse huisgezin.

### Weg van huis
Iedereen beroemd volgt de avonturen van vijf Vlaamse jongeren die een jaar in het buitenland verblijven. Een nieuwe school, een onbekend land, een nieuwe familie ...

### De achterbank
Twee kinderen op de achterbank van een auto glijden met hun naïeve blik over de wereld rond hen.

### Het laatste woord
Een creatieveling sluit de uitzending af op een originele manier. Zo was er het lied van Nele Van den Broeck op dinsdag en was er percussie van Sam Gevers op woensdag.

### De Fanfare
Mensen die het verdienen om eens in de bloemetjes gezet te worden, worden bedankt met een fanfare.

### De verjaardag
Iedereen beroemd volgt de voorbereidingen van een verjaardagsfeestje voor een speciale jarige.

### De kijk van Nigel
Een Surinaamse student in België observeert elke week vanuit een badmeesterstoel een typisch Vlaams fenomeen en beschrijft dit per telefoon aan zijn moeder.

### Jos en Jacqueline (2014 - 2015)
Twee senioren ontvangen wekelijks een bekende Vlaming op hun sofa.

### Altijd rechtdoor (2015)
Lidewij Nuitten stapt langs de enige breedtegraad die door Vlaanderen loopt, 51° noorderbreedte, van Maasmechelen naar Veurne, over hagen en door huiskamers.

### Mijn straat (2015-2017)
Lidewij Nuitten gaat op bezoek bij haar buren in Schaarbeek. Naar aanleiding van de aanslagen in Brussel op 22 maart 2016 gaat ze terug even horen en een jaar later gaat ze ook terug op bezoek.

### De wonderjaren
Een bekende Vlaming vertelt over zijn jeugd.

### De postzak
Arnout Hauben bezorgt post uit een postzak die in de Eerste Wereldoorlog verloren ging en vergeten werd.

### Scherpslijper
In deze rubriek bespreekt Kurt Van Eeghem de meest voorkomende spel-, schrijf- en taalfouten, alsook de correcte vormen.

### De Platenkast
Bert Blommen pikt aan de hand van een thema enkele platen uit zijn platenkast en interviewt de persoon achter een (vergeten) plaat.

### Pagina niet gevonden (2017-2019)
Dempsey Hendrickx, die de rubriek in 2019 overnam van Stijn Van der Stockt (2017-2018), gaat op zoek naar (Vlaamse) onderwerpen zonder eigen Wikipedia-pagina. Hierbij interviewt hij personen die iets met het onderwerp te maken hebben.

### Homo universalis (2018-2021)
Op 22 januari 2018 begon deze afvallingswedstrijd met honderd deelnemers die elke dag een proef moeten doen, waarna de zwakste deelnemer afvalt. De laatst overblijvende deelnemer mag zich Homo Universalis mag noemen. Op 6 september 2021 ging het vierde seizoen van start.

### Op kot (2018-2021)
Het reilen en zeilen van negen studenten in hun Leuvens studentenkot.

### Bye bye Britain (2018-2019)
Stijn Van der Stockt reist door Groot-Brittannië ter afscheid van onze fellow-europeans voor de brexit.

### Klein beschrijf (2018-2019)
Kinderlijke verbeelding over abstracte begrippen.

### Hannes zegt sorry (2019-2021)
Hannes Coudenys, auteur van Ugly Belgian Houses, gaat bij de bewoners van wat hij als lelijke huizen beschouwt langs, ter verontschuldiging voor het feit dat hij deze huizen op zijn website gepubliceerd heeft.

### De crèche / De kleuterklas
Rubriek waarin de kinderen van een crèche (2019-2020) en later kleuterklas (2020-2021) door middel van voice-over van stemacteurs van alles bediscussiëren over de actualiteit. In beide seizoenen speelt 'blazerke', die in het echt Gleb heet, een hoofdrol.

### Baasje gezocht
Kristien Maes zoekt een baasje voor een asielhond.

### Supercontent (2020-2021)
Supercontent zoekt uit hoe je populair kan worden op YouTube.

### Blind Jam
3 muzikanten die zonder voorbereiding met elkaar jammen. Ze beginnen één voor één, zonder elkaar te zien. Ze zijn gescheiden door gordijnen, en mogen beginnen spelen wanneer de lamp in hun deel gaat branden. Na enige tijd gaan de gordijnen open, zodat ze ook visueel contact maken.

### Doordenkers
Filosofen Jean Paul Van Bendegem en Ignaas Devisch discussiëren over levens- en andere vragen.

### Huh?!
De dagelijkse afsluiter van het reportagemagazine, waarin elke dag een gek weetje op de kijkers losgelaten werd.

### GD NWS (2021-2022)

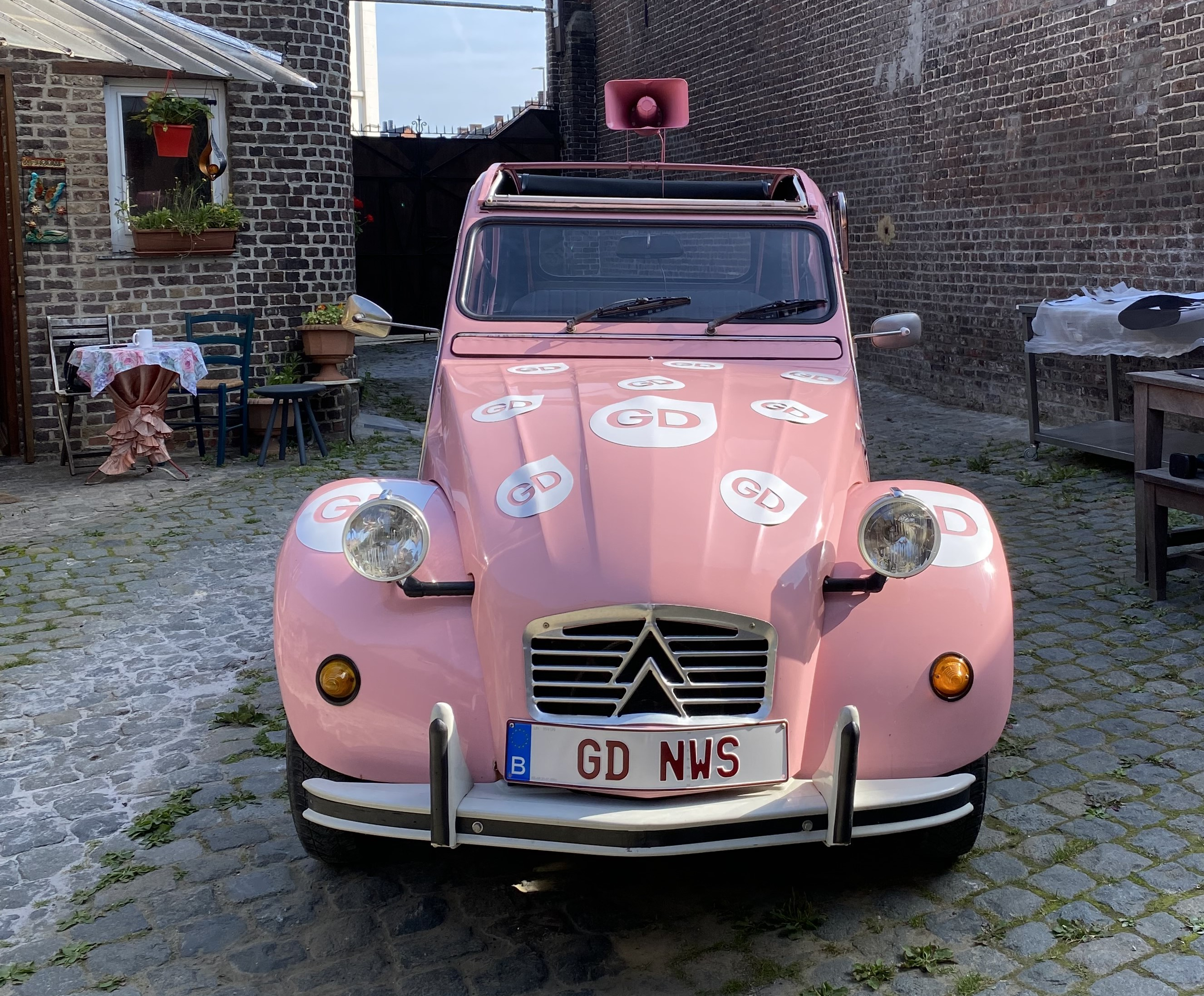
GD NWS-auto

Tijdens het tiende seizoen reist de Iedereen beroemd-reporter wekelijks met een roze 2PK van de ene Vlaamse gemeente naar de andere en informeert bij de mensen wat hun goed nieuwtje is.

### Klikipedia
Spelletje waarin twee teams van twee personen het tegen elkaar opnemen om met het minste aantal kliks van het ene naar het andere van twee niet gerelateerde wikipedia artikels te surfen. De winnende ploeg mag het bij een volgende uitzending tegen een volgende uitdager opnemen, de verliezers vallen af.

### De Droomfabriek
Siska Schoeters verrast mensen die circa 30 jaar geleden een brief stuurden naar De Droomfabriek, maar die niet aan bod kwamen in het programma.

### Klassiekers
Sander De Keere, radiopresentator bij Klara, gaat samen met Equal Idiots-zanger en Studio Brussel-presentator Thibault Christiaensen op zoek naar de ultieme muziekklassieker.

### Silver Surfers (2022)
In de rubriek Silver Surfers helpt Linde Merckpoel om senioren digitaal vaardiger en zelfredzamer te maken. Op een laagdrempelige wijze worden wekelijks digitale struikelblokken toegelicht en geoefend. Silver Surfers werd genomineerd voor de Wablieft-prijs 2022.

### Gas Geven! (2022)
Afsluitende quiz sinds media 2022. Een kandidaat fietst in 100 seconden op een hometrainer een afstand van 1 km en krijgt terwijl 12 vragen voorgeschoteld, die deze met hulp van enkele familieleden en vrienden tegelijkertijd moet beantwoorden. Per juist beantwoorde vraag wint de kandidaat een maand gratis energie.

### Rendez-vous (2023)
Rendez-vous is een rubriek waarin bekende Vlaamse en Waalse mediafiguren elkaar beter leren kennen door elkaar vragen te stellen. Met het Atomium in de achtergrond trekken de deelnemers om de beurt een papiertje met daarop een vraag.

### Duik in de koffer (2023)
Op de luchthaven van Zaventem zal een controleur, gespeeld door Amelie Albrecht, in de bagage van een reiziger snuffelen en er vijf willekeurige voorwerpen uithalen. Als de passagiers binnen 100 seconden ontdekken welke items uit hun koffer zijn gehaald, ontvangen ze een reisbudget van 50 euro per juist geraden item.

### Met de doos in huis (2024)
Ergens in Vlaanderen wordt er tijdens de uitzending aan een deur gebeld met een doos waarin een opdracht steekt. Wanneer de opdracht binnen de minuut succesvol wordt uitgevoerd, wordt er een prijs gewonnen. Elke dag wordt deze rubriek gepresenteerd door een ander lid van de dozenbende en bestaat uit: Margaux Bogaert, Sander Gillis, Thomas De Smet, Laura Govaerts, Zita Wouters en Nona ‘t Jolle.